# WABC (AM)
WABC（770 AM）は、アメリカ・ニューヨーク州ニューヨーク市に認可された商用ラジオ局で、「Talkradio 77」として知られる保守トーク形式を放送している。ジョン・カシマティディスのレッド・アップル・メディア（Red Apple Media）が所有するWABCのスタジオは、マンハッタンのミッドタウン3番街にあるレッド・アップル・メディア本社にあり、送信所はニュージャージー州ローディにある。その50,000ワットの無指向性クリアチャンネル信号は、アメリカ・カナダ東部の殆どの地域で夜間に聞くことができる。これは、ニューヨーク都市圏とニュージャージー州における緊急警報システムの主要なエントリーポイントである。ロングアイランド東部、ニューヨーク州ハンプトンベイズのWLIR-FMで同時放送している。
長い間アメリカン・ブロードキャスティング・カンパニーによって所有・運営されてきたアメリカで最も古いラジオ局の1つである。1921年10月初旬に放送を開始したが、当初はニュージャージー州ニューアークで「WJZ」として放送を開始した。1943年から2007年まで、元のABCラジオ・ネットワーク（及びその直接の前身であるブルー・ネットワーク）とABCのラジオニュースサービスの旗艦局として機能した。1982年からトークラジオ放送局だったが、1960年から1982年まではトップ40音楽形式を放送していた。1960年代から1978年にかけて、ニューヨーク市で有力な現代音楽放送局であっただけでなく、北アメリカで最も聴かれているラジオ局の1つとなり、全米の他の多くのトップ40放送局のテンプレートとしての役割を果たした。

## 歴史

### WJZニューアーク（1921年〜1923年）

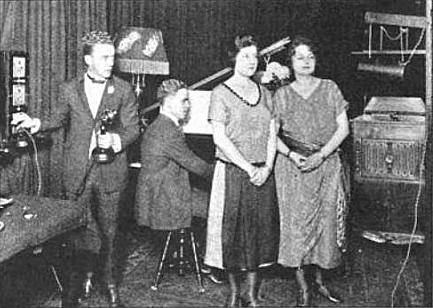
初代のWJZニューアークスタジオ。右上にある横の筒がマイク。

1920年11月、ウェスティングハウス・エレクトリック&マニュファクチャリング・カンパニーは、ラジオ受信機の販売を促進するために、ペンシルベニア州イーストピッツバーグの自社工場内に最初の放送局KDKAを設立した。この最初の放送局が成功したことが判明したため、同社は翌年、ニューヨーク市エリアに加えて、元々はマサチューセッツ州スプリングフィールドにあったWBZ、元々はイリノイ州シカゴにあったKYWなど、主要な人口密集地に追加の放送局を設置する計画を策定した。
1921年9月30日、ウェスティングハウスは、ニュージャージー州ニューアークのオレンジ・ストリート（Orange Street）とプレーン・ストリート（Plane Street）にある同社のメーター工場に位置し、360メートル（833 kHz）の波長で送信する、ランダムに割り当てられたコールレター「WJZ」を持つ放送局の放送認可を発行された。
WJZのスタジオと送信所は当初、はしごでのみアクセスできる工場の屋根にある小屋に設置されていた。その後、工場の1階にあるより大きなスタジオに拡張された。1921年10月1日頃にテスト送信を開始し、続いて10月5日から1921年のワールドシリーズ野球試合の放送を開始した。ニューアークのアナウンサー、トーマス・H・コーワンは、「ニューアーク・サンデー・コール」のスポーツライター、サンディ・ハントがポロ・グラウンズ野球場から電話で伝えた説明をそのまま中継した（当初、同局のアナウンサーはイニシャルのみで識別されていた。コーワンの場合は、「Announcer-Cowan-Newark」を表す「ACN」だった）。

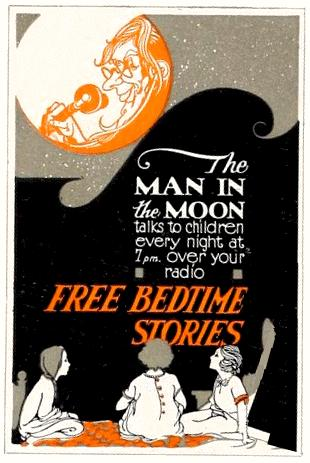
毎晩の就寝時のおとぎ話「Man in the Moon」は、初期の人気の特集だった。

WJZはすぐに拡張され、様々なライブ番組を放送できるようになった。初期の人気の特集は、ジョセフィーヌ・ローレンスが書き、ビル・マクニアリー（Bill McNeary）が放送で読み上げた「Man in the Moon（マン・イン・ザ・ムーン）」という就寝時のおとぎ話だった（2人とも「ニューアーク・サンデー・コール」の従業員だった）。1921年11月27日から、ヴィンセント・ロペスのバンドによる90分間の番組が毎週放送された。
放送サービスを開始した時、WJZはニューヨーク市地域で360メートルで送信を行う唯一の放送局だった。1921年12月中旬、ニュージャージー州ローゼルパークのラジオ・コーポレーション・オブ・アメリカ（RCA）が運営する放送局WDYが波長の共有を開始し、現在ではWJZが日曜日、火曜日、木曜日、土曜日に放送し、WDYは残りの3夜に放送している。この状況は、WDYが1922年2月中旬に事業を停止し、WJZに合併され、RCAがWJZの経費の半分を引き受けることで間もなく終了した。しかし、数ヶ月以内に多数の追加の放送局が360メートルで運用を開始し、WJZは「その」波長を共有することに頑固だった。1922年5月、15のローカル局間で利用可能な放送時間の半分以上をWJZに割り当てるタイムシェアリング協定が提案されたが、同局はこれでは十分ではないと考え、その結果、アメリカ・ラジオ放送協会（Radio Broadcasting Society of America）が非協力的であるとしてWJZのライセンスを取り消すよう請願するに至った。
当時、ラジオを規制していた商務省は、一般向けの放送を行う放送局は360メートルまたは485メートルでの運用を許可する限定商業ライセンスを取得する必要があると規定する規則を発行した1921年12月1日まで、アメリカには放送局を定義する正式な基準はなかった。WJZは、採用時に既にこの基準を満たしていた少数の放送局のうちの1つだった。これは、ニュージャージー州に対して以前に発行された2つのライセンスのうち2番目に古いライセンスでもあり、その前にRCAのWDY助成金が発行された。ただし、WDYはWJZの開局から2ヶ月半後まで運用を開始しなかったため、WJZが最初に放送された。
WJZは、無報酬だったニューヨーク市の出演者たちにニューアークまで行くよう説得するのに苦労したため、1922年2月5日、より便利なリモートスタジオが5番街と34丁目にあるウォルドルフ＝アストリアに開設された。アメリカン・テレフォン&テレグラフ・カンパニー（AT&T）はウォルドルフ＝アストリアスタジオとニューアーク送信所を接続するための電話回線を提供することに消極的だったため、代わりにウェスタン・ユニオンが提供した特別に準備された電信線を使用してリンクが確立された。しかし、この方法では僅かな音質しか提供できず、「回線のノイズが非常に多かったので、ウェスタン・ユニオン社長のニューカム・カールトン（Newcomb Carleton）が放送した時、彼の声は完全にかき消された」という。
1922年3月15日、おそらくニューヨーク市地域で最初の全編オペラ放送となったと思われるモーツァルトの『劇場支配人』のスタジオ公演を放送した。同年10月、第2回ワールドシリーズを放送し、今回はニューヨーク州スケネクタディのWGYにも放送された。12月9日の真夜中過ぎ、WJZはヨーロッパで聞かれたことが確認された最初の放送局となり、ニューヨークのイギリス領事からイギリスのリスナーへの挨拶とヴォーン・デ・リースが「オリバー・ツイスト」の歌を歌う短い番組で構成されていた。

### WJZニューヨーク市（1923年 - 1953年）

#### RCAによる買収

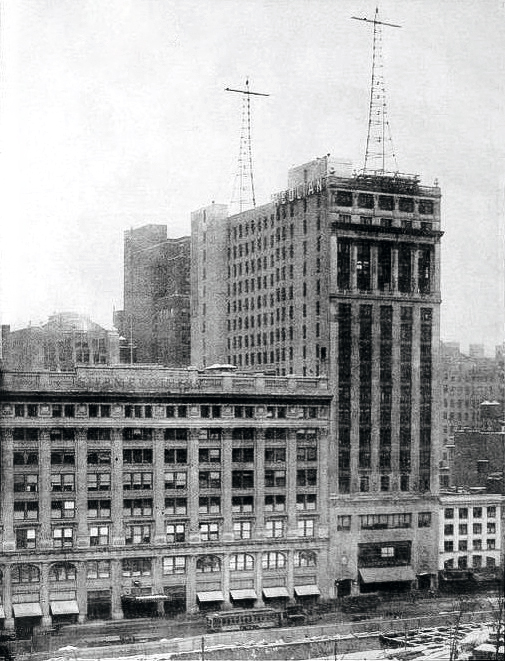
1923年5月から、WJZのスタジオとタワーは（WJYと共に）ニューヨーク市のエオリアン・ホールに設置された。

1923年5月15日、いくつかの大きな変化が同時に起こった。最も注目すべきは、この日、WJZがニューアークからニューヨーク市に移転し、所有権がウェスティングハウスとRCAの共同責任からRCAによる完全な管理に変更されたことである。エオリアン・ホールがあったビルの6階にあるスタジオに移転し、同局の広報は「市内の音楽と演劇の地区の中心に位置し、最高級のエンターテインメントが楽しめるこの放送局は、ラジオ放送の新時代の始まりを示す、これまで試みられた中で最も精緻なラジオ番組を、ある程度忠実に再現してアメリカ国民に提供する」とこのアップグレードを予告した。この日は商務省が放送帯域の拡張を実施した日でもあり、放送帯域は550から1350の範囲の送信周波数で構成され、WJZには660の独占使用が割り当てられた。最後に、740で運用されているWJYのコールレターを持つ姉妹局が設立され、「ブロードキャスト・セントラル（Broadcast Central）」エオリアン・ホールスタジオを共有し、WJZはより本格的な番組を提供し、WJYの提供はより非公式であると考えられた。
1923年5月15日から同年12月31日までの番組ログによると、723の講演、67の教会礼拝、205の就寝時のおとぎ話、21のスポーツイベントを含む3,426の番組を放送した。放送の多くは音楽に関するもので、カーネギー・ホールやエオリアン・ホールのリサイタルからハーモニカやバンジョーのソロまで多岐にわたった。
エオリアン・ホールへの移転の一環として、送信アンテナは建物の頂上に建設されたが、ニューヨーク市の中心という場所は不適切な選択であることが判明した。1925年末に、ニュージャージー州バウンドブルックにある新しい送信敷地から運用を開始した。1935年まで50,000ワットで定期的に稼働していなかった。

#### 初期のネットワーク運用

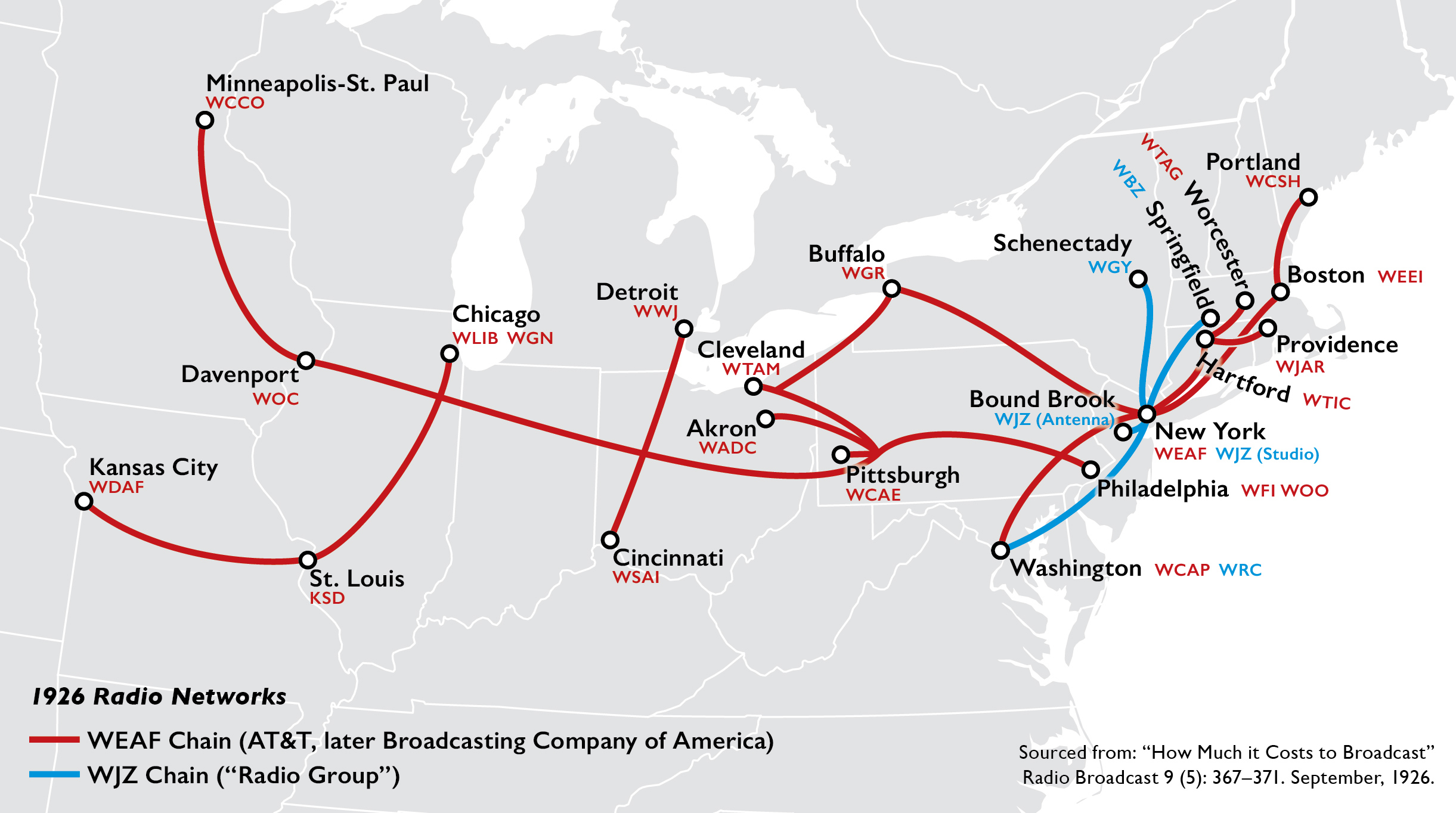
WJZとWEAFの初期の放送チェーン、1926年。

ウェスティングハウスとRCAの当初の資金計画では、受信機の販売による利益が放送局運営の資金となることを想定していたが、この収入はすぐに不十分になってしまった。1922年、AT&Tは、電話回線を使用して放送局間を接続し、複数の拠点に番組を同時に放送できるラジオネットワークを形成することに加えて、「有料放送（Toll broadcasting）」と呼ばれる、放送時間を販売するというより現実的なアプローチを採用した。この最初のラジオネットワークは、ニューヨーク市にある旗艦のAT&T放送局（後のWNBC）に因んで「WEAFチェーン（WEAF chain）」と呼ばれた。
RCAは、ウェスティングハウスとゼネラル・エレクトリックの「ラジオグループ」同盟者と共に、WJZを中心とした独自の小規模ネットワークを構築することで対応した。AT&Tの特許権クロスライセンス契約の解釈により、電話会社は放送時間を販売する唯一の権利を主張したため、WJZは広告料を請求することができず、ネットワークは放送局を相互接続するために劣悪な電信回線を使用する必要があったため、やはり技術的な制限があった。

#### NBC-ブルー・ネットワークの旗艦局時代

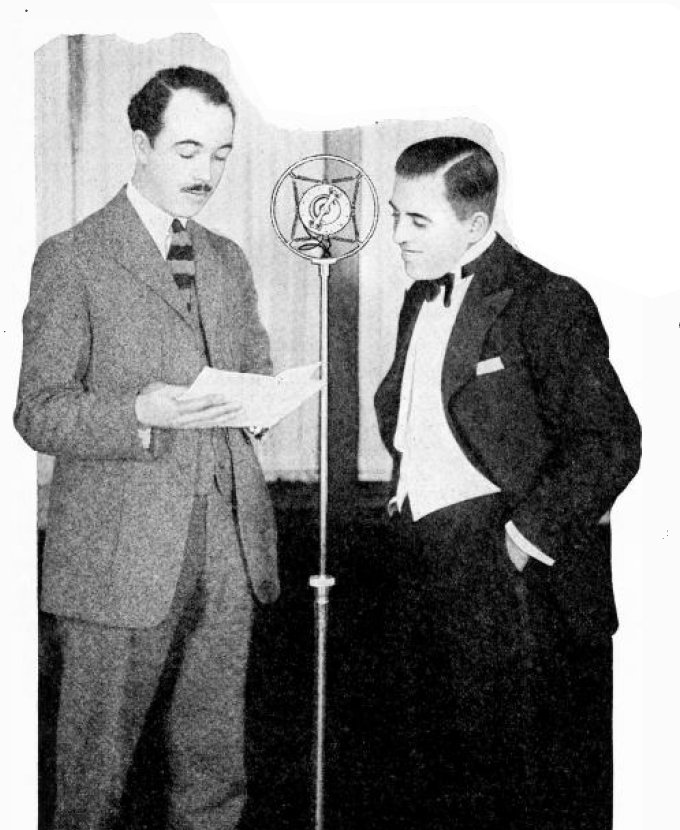
1926年、WJZでインタビューを受けるバンドリーダーのジョージ・オルセン（右）。

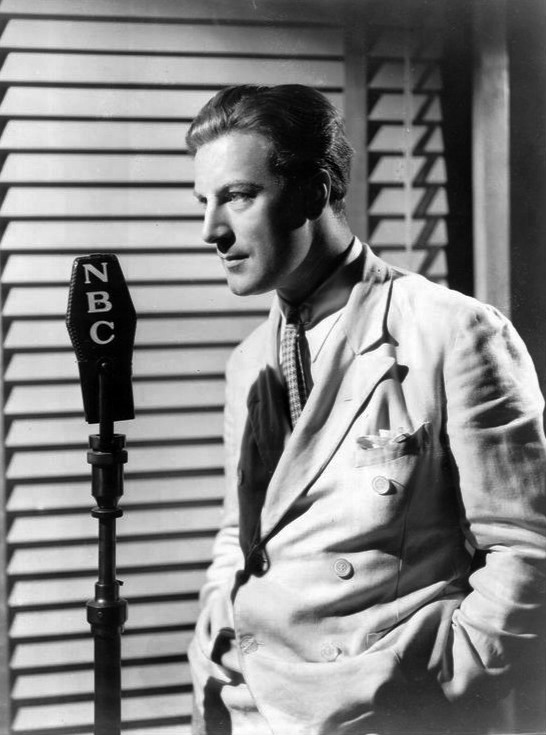
俳優兼ボーカリストのデニス・キングは、1934年にWJZで毎週のネットワークラジオ番組を持っていた。

1926年夏、AT&Tは放送分野からの撤退を決定し、その放送局群とネットワーク運営をRCAに売却した。この売却には、広告時間を販売する権利と、ラジオネットワーク接続のための電話回線へのアクセスが含まれていた。かつてのネットワーク運営はナショナル・ブロードキャスティング・カンパニー（NBC）として再編成され、現在ではNBCレッド・ネットワークとして知られる主要ネットワークはWEAFから始まった。NBCブルー・ネットワークとして知られる2番目のネットワークは、WJZを発信局として、1927年1月1日にデビューした（WJY姉妹局はこの時ひっそりと廃局された）。1927年10月、5番街711番地（711 Fifth Avenue）にまだ建設中のNBCスタジオに移転した。1ヶ月後、WEAFはWJZに加わり、両者は一つ屋根の下に集まった。1928年11月11日、連邦無線委員会の一般命令40によって作成された一般放送局の再割当の一環として、WJZは760 kHzに移行した。
1932年3月24日、WJZは走行中の列車内から番組を放送した最初のラジオ局であると主張した。同局は、メリーランド州を走行するボルチモア・アンド・オハイオ鉄道の旅客列車内で制作されたバラエティ番組を放送した。1933年11月、WJZ、WEAFに加えてNBC、RCAの本社が30 ロックフェラー・プラザに移転した。
1941年3月、北米地域放送協定の規定に基づき、760 kHzに割り当てられていた放送局が770 kHzに移行され、WJZはクラスI-Aクリアチャンネル放送局として指定され、この周波数で夜間運用が許可された唯一の放送局となった。しかし翌年11月、連邦通信委員会（FCC）は、1941年の再割当以前はクリアチャンネル放送局でもあったニューメキシコ州アルバカーキのKOBを、共有周波数上でボストンのWBZとの間で夜間干渉が多すぎることが判明したため、1030 kHzから770 kHzに移動した。WJZはすぐに、KOBが夜間の遠隔放送に妨害を与えていると苦情を申し立て、38年間続く紛争が始まった。1958年にFCCは、現在のWABCとKOBを770 kHzの同等の占有者として指定し、両局が互いの受信可能範囲を「クラスI-B」局として保護する必要があると指定することで、この問題を是正しようとした。WABCはこの決定に対して控訴し、一連の法廷闘争を経て、最終的には無制限のクラスI-A局としての地位を維持することに成功した。1976年、FCCはKOBをクラスII-A局に指定し、WABCの受信可能範囲を保護するために夜間に指向性アンテナを使用して運用することを義務付けた。KOBは周波数のクラスI-A割当が割り当てられるべきだったという理由でこれに対して控訴したが、この訴訟は最終的に1980年に和解し、裁判所はFCCの決定を支持した。しかし、同年、クリアチャンネル運用の全般的な見直しの一環として、FCCはまた、クリアチャンネル放送局の夜間保護受信可能範囲を送信所から無制限から750マイル（1,207 km）に削減し、追加の遠隔放送局による夜間運用に帯域を開放した。
WJZとブルー・ネットワークは、『ローウェル・トーマス・アンド・ザ・ニュース』、『エイモス・アンド・アンディ』、『小さな孤児アニー』、『アメリカズ・タウン・ミーティング・オブ・ジ・エアー』、『デス・バレー・デイズ』など、アメリカで最も人気のある番組の多くを放送した。毎日正午の『ザ・ナショナル・ファーム・アンド・ホーム・アワー』は、田舎のリスナーにニュースとエンターテインメントを届けた。テッド・マローンは詩を朗読し、ミルトン・クロスは子供たちに「コースト・トゥ・コースト・オン・ア・バス（Coast To Coast on a Bus）」を伝え、土曜マチネのメトロポリタン・オペラのラジオ放送をオペラ愛好家に届けた。クロスは1975年の初めに亡くなるまで、NBC、ABC、CBS、NPRでメトロポリタン・オペラの司会を務め続けた。
時折、全国的に放送局のラインナップが弱いNBCブルーで番組が初放送され、人気が高まるとレッド・ネットワークに移行することもあった。『ファイバー・マギーとモリー』はその一例である。
FCCが放送局を50 kWに制限すると、RCAがWJZ用に製造した500 kW送信機は許可されなくなった。送信機はRCAによってイギリスに販売され、戦時中のブラックプロパガンダに使用された。ドイツ軍事局と称する『大勝利』として放送していた。

### ABCの誕生
1942年、FCCは、放送局は単一市場で複数のAM、1つのFM、1つのテレビ局を所有することはできないとの判決を下した。同年1月23日、FCCはWJZの運営ライセンスをラジオ・コーポレーション・オブ・アメリカからブルー・ネットワーク株式会社（Blue Network, Inc.）に譲渡することを承認した。1年後の1943年10月12日、WJZとNBCブルー・ネットワークは、当時WMCAの所有者であったエドワード・J・ノーブルに売却された。この分離されたネットワークは1年ちょっとの間、単に「ザ・ブルー・ネットワーク（The Blue Network）」と呼ばれていた。

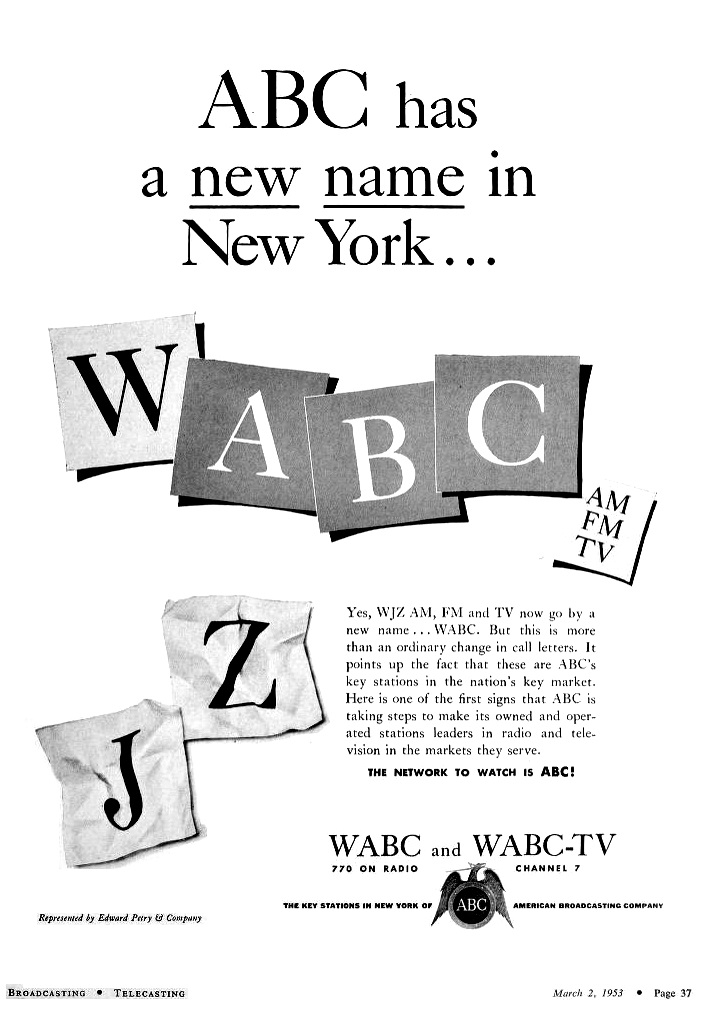
WJZからWABCへのコールレター変更を告知する1953年の広告。

1945年6月15日、廃止されたアメリカン・ブロードキャスティング・システム（American Broadcasting System）の所有者でありまだその名前を所有していたジョージ・B・ストーラーとの交渉が完了し、「ザ・ブルー・ネットワーク」は正式にアメリカン・ブロードキャスティング・カンパニーと再命名された。1948年11月、WJZとABCネットワークは、スタジオが西66丁目7番地（7 West 66th Street）の改装された建物に移転し、遂に自分たちの拠点を獲得した。
1953年3月1日、FCCがABCと、ブルー・ネットワークと同様に政府命令により売却されたパラマウント・ピクチャーズ所有の映画館チェーンであるユナイテッド・パラマウント・シアターズとの合併を承認した後、WJZはコールレターを「WABC」に変更した。WABCのコールレターは、かつての所有者であるアトランティック・ブロードキャスティング・カンパニー（Atlantic Broadcasting Company）を反映して、CBSラジオのニューヨーク市AM及びFM放送局で以前に使用されていた。1946年11月1日、WABC (AM)はコールサインを「WCBS」に変更し、FM放送局は「WCBS-FM」になった。
WJZのコールサインがWABCに変更されてから数年後の1957年、ウェスティングハウス・ブロードキャスティング（Westinghouse Broadcasting）はメリーランド州ボルチモアのWAAM-TVを買収し、かつてのパイオニアラジオ局に敬意を表してコールを「WJZ-TV」に変更するよう申請した。FCCは既存の規則を放棄し、別の市場の無関係な放送局で引退してから数年後、「-TV」接尾辞が付いているにもかかわらず、3文字のコールサインを復元するというこの要求を受け入れ（おそらく当時、ウェスティングハウスは業界とFCCの両方からライセンシーとして高く評価されていたためとみられる）、現在CBSが所有・運営しているボルチモアのテレビ局は今日までそのコールレターを保管している。

### WABCの最初の時代（1953年～1960年）
この間、WABCはABC番組の放送を続けたが、ABCラジオは、当時の他の主要ラジオネットワークと同様に、かなりの量の長編コメディやドラマ番組を中止し始め、その多くはテレビに移行した。これに応じて、WABCは録音された音楽を演奏するディージェイ（Deejay）をより頻繁に使用し始めた。一部の番組はブロードウェイやハリウッドのショーチューンやポピュラー音楽などのミドル・オブ・ザ・ロードを特集したが、スケジュールの他の部分にはABCラジオの残りの長編ニュース番組やドラマ番組ラインナップがCBSラジオのWCBSやNBCラジオのWNBCと連携して含まれていた。
（これは、「Musicradio 77」時代が正式に始まる1960年まで続いたが、WABCは依然として、午前10時台の長寿番組『ドン・マクニールズ・ブレックファスト・クラブ』や午後のドライブ期間での長編ニュース番組など、ABCラジオの音楽以外の番組やエンターテインメント番組のいくつかを放送する必要があった。これは1960年以前には問題ではなかったが、1968年にネットワークが4つのサブネットワークに分割されるまで、このような取り組みにより、トップ40形式との番組編成の衝突が生じていた）
1958年から1959年にかけて、伝説的なロックンロールディスクジョッキーのアラン・フリードは、彼がクリーブランドのWJWやその後ニューヨークのWINSで名声を得た初期のロック番組と形式や音楽方針が似ていた毎日夜の番組のホストを務めていた。フリードのWABCでの時代は、当時の「ペイオラ」スキャンダルの捜査に巻き込まれた時に終了し、1959年11月に解雇された。当時、ペイオラは違法ではなかったが、フリードが賄賂を受け取ったと認める声明への署名を拒否したため、解雇が行われた。
トップ40以前の時代の様々な時期に、有名コメディアンのアーニー・コヴァックスや初期のディスクジョッキーの部長マーティン・ブロックの声がWABCで聞かれた。

### Musicradio 77時代（1960年〜1982年）

#### 初期
ハロルド・L・ニール・ジュニア（Harold L. Neal, Jr.）がWABCのゼネラルマネージャーに任命された時、聴取者と利益の両方の面で成功させる責任を負わされた。ニールはデトロイトのWXYZにいた。1960年までに、WABCは、トップ40の曲を陽気なパーソナリティーが演奏するほぼフルタイムのスケジュールを組むようになった。それでも、トップ40チャートで好成績を収めた場合に限り、ロックンロール以外の人気曲も演奏した。WABCのトップ40放送局としての初期の頃は、地味なものだった。
WINSはナンバー1ヒットミュージック放送局であり、同様のロック寄りのトップ40形式を行っていたWMCAも手強い競争相手だったが、WABCは辛うじてトップ10にランクインした。WABCにとって幸運なことに、WINS、WMGM、WMCAは全て指向性放送局であったため、他のトップ40放送局は、より離れたニューヨーク州及びニュージャージー州郊外では同様に聞こえなかった。WABCは50,000ワットの無指向性信号を備えており、郊外人口が増加しているニューヨーク市の西、南、北西の地域で聞こえるという利点があり、ここから聴取率を獲得し始めた。1962年の初めに、当時MGMを所有していたロウズ（Loew's）が所有していたWMGMがストーラー・ブロードキャスティングに売却された。売却後、WMGMは元のWHNコールレターに戻り、フランク・シナトラ、ナット・キング・コール、アンディ・ウィリアムスなど、主に非ロックアーティストを演奏するミドル・オブ・ザ・ロード形式に切り替えた。
サム・ホルマン（Sam Holman）はこの時代の最初のWABC番組ディレクターだった。ホルマンの下で、WMGMがWHNに戻った後、1962年の大部分でナンバー1の聴取率を達成した。1963年夏までに、WMCAはコンテンポラリー放送局の中で首位に立ち、WABCが2位になり、WINSが3位に後退した。WMCAが市内を支配し、WABCが郊外を所有していたと言われているが、検証は困難である。これは、WMCAの5,000ワットの指向性信号と一致する。

#### 支配的な年
ハル・ニールはリック・スクラーをWABCの番組ディレクターとして雇用した。スクラーは後に全米ラジオの殿堂のメンバーとなり、トップ40形式の先駆的な建築家の1人として認められた。スクラーの下で、WABCは歴史上、コンテンポラリーミュージック放送局の中で最も短いプレイリストになった。ナンバーワンの曲は、日中は約1時間毎に、夜は約75分毎に聞こえた。他のトップ5曲もほぼ同じくらい頻繁に聴かれた。他の現行の曲は、エアシフトごとに平均1～2回だった。WABCでは1時間あたり約9曲の最新ヒット曲と、いくつかの非最新曲を演奏した。非現行番組は5年以内のもので、そのうちの合計約70作品を放映した。スクラーは著書「Rockin' America（ロッキン・アメリカ）」の中で、ペイオラの懸念や高度なエアプレイに敏感だと述べた。長年にわたり、「Channel 77 WABC」、その後「Musicradio 77 WABC」など、様々なスローガンで知られてきた。毎時間のコマーシャルの数が多いため、連続して2曲までしか演奏せず、各曲の間に頻繁にDJトークやパーソナリティが入った。1時間あたり平均6回のコマーシャルブレイクをとっていたが、連続した広告は3回までだった。多くの場合、放送パーソナリティーは、リスナーがスポットをエンターテインメントの一部と考えるように、独自のユーモラスなスタイルでライブコマーシャルを届けた。さらに、曲と曲の間に、ディスクジョッキーはいわゆるプログラムマター（Program matter）を提供する必要があった。番組内容には、タイムチェック、天気予報、または単にディスクジョッキーの冗談などが含まれる場合があり、これによりディスクジョッキーは番組に自分たちの個性やユーモアを注入することができた。
1960年代初頭のディスクジョッキーには、ダン・イングラム、ハーブ・オスカー・アンダーソン（Herb Oscar Anderson）、チャーリー・グリア（Charlie Greer）、スコット・ムニ、チャック・ダナウェイ（Chuck Dunaway）、ジャック・カーニー（Jack Carney）、ブルース・“カズン・ブルーシー”・モロー、ボブ・“ボバルー”・ルイス（Bob "Bobaloo" Lewis）がいた。しかし、最も有名なWABCのDJの中には、ハリー・ハリスン、ロン・ランディ、チャック・レナード（主要な主流ラジオ局のスタッフになった最も初期のアフリカ系アメリカ人のDJの1人）、ジョニー・ドノヴァン、ボブ・クルーズ（Bob Cruz、ダン・イングラムのサウンドに似ている）、フランク・キングストン・スミス、ロビー・ヤング、ジョージ・マイケル、ジム・ネトルトン（Jim Nettleton）、ジム・ペリーとスティーブ・オブライエン（Steve O'Brien）といった1960年代半ばから1970年代に彼らに続いた人たちもいる。一方、おそらくWABCで最も有名なDJである「ラジオの殿堂」のメンバーであるダン・イングラムは、初期のスタッフから引き留められ、WABCのトップ40の歴史の殆どで午後に聞かれた。著名なスポーツキャスターのハワード・コーセルは、平日夕方の短いスポーツ番組を担当したほか、日曜深夜のインタビュー番組『スピーキング・オブ・エブリシング（Speaking of Everything）』のホストを務めた。
特に午後と夕方、ニューヨーク都市圏全域でティーンエイジャーがトランジスタラジオを聴いているのを聞くことができる放送局だった。信号が強いため、キャッツキル山地やポコノ山地を含む160マイル以上離れた場所や、コネチカット州やロードアイランド州の大部分でも簡単に聞くことができた。日没後、AM電波がさらに遠くまで届くと、アメリカ東部とカナダ東部の殆どの地域でWABCの信号が受信される可能性がある。ブルース・モローは、若いリスナーに精神的な絆を感じたとよく話していた。
1964年8月のWABCのエアチェックでは、ビートルズが2度目のニューヨーク訪問中にホテル・デルモニコの部屋の窓から何人かのDJが話している様子が収められており、一方、スタジオに戻ったダン・イングラムは、下の街路にいる数千人のティーンエイジャーにWABCジングルを流し、彼らは熱心に一緒に歌った。イングラムは後に、これはFCC規則に基づいて実際には違法であると指摘したが、当時は知らなかったと述べた。「W-A-Beatle-C」（ビートルズのアメリカ訪問の頃に一時的にそう呼ばれていた）の成功を受けて、競合他社のWINSは1965年に遂にトップ40争いから脱落し、オールニュース形式を採用した。ABCテレビネットワークは、ビートルズ関連映画の放映を宣伝するたびに、自らを「A-Beatles-C」と呼んでいた。
有名な1965年の北東部停電の直前に、ダン・イングラムはスタジオの電力が変動していることに気づき、スローダウンした音楽を楽しみ始めた。ジョナサン・キングの「みんな月へ行ってしまった」を演奏した後、それが「Rのキーで」演奏されたと皮肉った。イングラムはその後、録音したコマーシャルとシー・ゼントナーの「Up a Lazy River（アップ・ア・レイジー・リバー）」の一部をニュースにバックタイムして流しながら、全てが通常よりも遅くなっているように見えるとコメントした。18:00のニュース番組中、停電が本格化したため、WABCは放送を止めた。イングラムはその後、レコードの箱を持ってニュージャージー州ローディの送信所へ車で向かい、そこにあるバックアップスタジオから番組を続けた。
1970年代、WABCは常に第1位か第2位のいずれかであり、しばしばWORと順位を入れ替えた。場合によっては、年配の視聴者を集めている放送局（WORやWPATなど）がトップの座に浮上することがある。これらの放送局は、はるかに年配の視聴者をターゲットとしていたため、真の意味ではWABCの直接の競合相手ではなかった。主な競争相手であるWMCAは1968年までにイブニングトークの放送を開始し、1970年秋にはトップ40音楽の演奏を完全に中止した。そして1971年に、カントリー・ミュージック放送局WJRZが突然トップ40形式に切り替わり、「WWDJ」として知られるようになった。それは1974年4月まで続いた。WOR-FMはプログレッシブ・ロックから、1955年のヒット曲を演奏するアダルトトップ40に進化し、1968年までに現在のプロダクトになった。1972年に1964年以前の殆どのオールディーズをやめ、「WXLO 99X」として知られるようになった。同局は、1979年にアダルト・コンテンポラリー形式、1980年にリズミックトップ40形式に進化した。オールディーズ放送局WCBS-FMやソウル放送局WBLSなどの他のFM競合局や、WPLJやWNEW-FMなどのアルバム・オリエンテッド・ロック放送局はいずれも聴取率で好成績を収めたが、WABCの成功に匹敵するものはなかった。AMの競合局であるWNBCも、この期間中はWABCの視聴者に近づくことはなかった。当時のWNBCは「99X」と同様の形式でアダルトトップ40を演奏していた。1977年、WNBCはより若く聴こえるように努め、その形式を音楽的にWABCに近づけた。そして1979年までに、より古いサウンドとその中間のサウンドを試みた。1978年まではWABCが優勢だった。
聴取率の強さは、ラジオ業界で「cume（= cumulative audience）」と呼ばれる累計聴取者数によってもたらされた。WABCは、「聴取時間」（またはTSL） のスパンが音楽ラジオの歴史の中で最も短い部類に入るため、殆どのリスナーは長時間聴取せず、平均的なリスナーがWABCを聴くのに費やす時間は約10分だった。それは短いプレイリストと曲間の多数のコマーシャル（広告の数が多いのはWABCの聴衆が多いため）の代償だったが、WABCにTSLに欠けていたものは、その膨大なリスナー数で補って余りあった。1975年までに、より音楽を多用するように努め、コマーシャルブレイクを1時間あたり3回に減らした。3曲から5曲を続けて演奏し始めたが、それでもトークや個性が入り混じっていたが、よりタイトな方法で演奏された。
短いプレイリストにうんざりしたカズン・ブルーシー（Cousin Brucie）は1974年8月に退社し、ライバルのWNBCに寝返った。リック・スクラーは1976年にABCラジオの番組編成担当副社長に昇進し、スクラーのアシスタント番組ディレクターであるグレン・モーガン（Glenn Morgan）がWABCの番組ディレクターになった。フィリップ・グラスの1976年のオペラ「浜辺のアインシュタイン」では、背景の一部として1960年代のWABCのDJスケジュールが朗読されているなど、影響は奇妙なところにも見られる。

#### 「ディスコ」時代
1970年代の終わりには、殆どの市場でFMラジオがAM音楽放送局を追い越し始めた。1975年6月、サンファン（プエルトリコ）競馬協会（San Juan Racing Association）が所有していた92.3のFM放送局がソフトロックに変わり、「Mellow 92 WKTU」として知られるようになった。同局の聴取率は非常に低く、WABCには何の影響も与えなかった。しかし、1978年7月24日18:00、WKTUは突然ソフトロック形式を廃止し、「Disco 92」として知られるディスコベースのトップ40形式を採用した。同年12月までに、WKTUがニューヨーク市でナンバー1の放送局になったため、WABCはその座を奪われた。最初の「ディスコ」視聴率では、WKTUは聴取者数の11%を占め、ニューヨーク市ほどの規模の市場では言うまでもなく、どこにでも膨大な数だった一方、WABCは聴取者数410万人から300万人に減少し、事実上一夜にして聴取者の25%を失った。
この最初の聴取率が低迷した後、WABCはパニックに陥り、1時間あたり数回の拡張ディスコミックスをミックスし始め、時には2つ続けて演奏した。ディスコソングの中には8分を超えるものもあった。一般のリスナーが聞いたのは、サウンドの大きな変化だった。時間の約3分の1で非ディスコやロックの曲を流し続けたが、馴染みのある形式は消滅したかのように見え、その結果、WABCはそのアイデンティティを失い始めた。1979年春の終わり、「ビルボード」誌は、リック・スクラーが番組ディレクターのグレン・モーガンを番組の決定を下す代わりに「台車を動かす」仕事に降格させたと報じた。WABCの数字は4期連続で下落した。
1979年8月2日、ダン・イングラムの午後のドライブ番組中にドナ・サマーのディスコのヒット曲「マッカーサー・パーク」が流れていた。曲の途中で、DJのジョージ・マイケル（スポーツリポーターでもあった）が割り込んで、ニューヨーク・ヤンキースの捕手でチームキャプテンのサーマン・マンソンが飛行機事故で亡くなったというニュースを伝えた。夏の終わりに、一時的にタイトなプレイリストに戻った。
その秋、アル・ブレイディ（Al Brady）がWABCの番組ディレクターに就任した。ボストンのWHDH出身で、そこで同局をMORからよりアダルト・コンテンポラリー・ミュージック形式に進化させた。WABCでは、ブレイディは膨大な量の音楽を追加し、1964年まで遡った。ビートルズ、モータウンの1960年代のヒット曲、1970年代のロックのヒット曲、いくつかのアルバムロックのカットを追加し、基本的にWABCの音楽を深めた。同じ量の現行のヒット曲は引き続き演奏されるが、頻度は低くなり、約40%になる。同年11月、ブレイディはハリー・ハリソン、ジョージ・マイケル、チャック・レナードを解雇した。ブレイディはシフトを数回長くし、ダン・イングラムを午前に移動させ、ボブ・クルーズを夜勤から午後に移動させ、ハワード・ホフマンを夕方に雇った。夜勤についてはスタージス・グリフィンを雇い、深夜勤務をなくし、夕方と夜勤を組み合わせた。1980年の最初の6ヶ月間、聴取率は僅かに上昇し、安定していた。また、ブレイディはWABCと翌年の1981年からニューヨーク・ヤンキースの野球を放送する契約を結んだが、1980年の共和党大会の週に1010 WINSからヤンキースの試合をいくつか放送した。それは、WABCという音楽形式の終わりの始まりの最初の兆候だった。

#### 「77 WABC, New York's Radio Station」とトークへの移行
ブレイディは1980年7月にWABCを去り、その時までに WABC と同様の姉妹局であるWNBCと同様の形式を持っていたWYNYのゼネラルマネージャーにすぐに就任した。その秋、ジェイ・クラークがWABCの番組ディレクターに就任し、ジェフ・マッゼイがWNEW（アダルト・コンテンポラリーからビッグバンドやスタンダードへと移行しつつあった）からアシスタント番組ディレクターとしてやって来た。
クラークの下、殆どの若いリスナーがFM放送局を聴いていたのに対し、やや年配の聴取者にアピールするために、よりアダルト・コンテンポラリーなサウンドに傾いた最新の音楽を流した。その理由の一部は、その時点でトップ40チャートもその方向に傾いていたことである。WABCは依然としてロックとソウルのクロスオーバーを適度に演奏していたが、アルバムカットなどから1960年代と1970年代のオールディーズに移行し始めた。1980年9月には、「Musicradio WABC」というスローガンも外し、「77 WABC, New York's Radio Station」となり（ただし、彼らは自らをニューヨークのラジオ局と呼んだこともあったが、Musicradioと呼ばれていた）、単なる音楽以上のものであることを明らかに意味していた。
1981年初頭までに、累計聴取者数は250万人にまで減少し、同じく長年放送されているライバルのWNBCがこの時点では300万人でWABCを上回っていた。WABCに同調する人は減り、FMに切り替えたリスナーは戻ってこなくなり、ある程度の成功を収めながらも船は沈みつつあった。ブレイディと同様に、クラークもリスニングに費やす時間を改善しようとした。同年3月、クルーズは離任し、イングラムは午後のドライブタイムに戻り、アトランタから来たロス・ブリテンとブライアン・ウィルソン（Brian Wilson）のチームは午前中のドライブに移った。『Ross and Wilson（ロス・アンド・ウィルソン）』は、この番組が知られていたように、通常は1時間に12曲ほど演奏する土曜日を除いて、 1時間にちょうど4曲を演奏する非常に情報指向の番組だった。1週間後、アート・ラスト・ジュニアによる平日夜19:00から21:00までスポーツトーク番組の放送を開始した。この時点でのWABCの聴取率は平凡で、さらに下がり続けていた。
また、同年3月、ヤンキースの野球試合のフルタイムの旗艦ラジオ放送局となり、2001年シーズンの終わりまでその栄誉を維持した。これは、チームが旗艦局と（これまでに）築いてきた最長の継続的な関係となる。クラークは、ヤンキーベースボールが一部のリスナーを呼び戻し、音楽形式にリサイクルして戻すだろうが、「ブロンクス・ボンバーズ（Bronx Bombers）」ですらWABCで音楽を保存することはできないだろうと推論した。
1981年秋、残りのヘヴィロックのカットとクロスオーバーではないアーバンヒットを削除し、より多くのオールディーズやアダルトコンテンポラリーチャートの曲を演奏し始め、平日夜21:00から深夜までドクター・ジュディ・クリアンスキー（Dr. Judy Kuriansky）による「アドバイス」トーク番組を追加した。ホフマンとグリフィンはこの時点で退場した。その時点では、WABCはトップ40放送局として殆ど認識されず、聴取率も低迷しており、1979年に遡り、遅かれ早かれこの放送局がトークとニュースの形式に変更するだろうという噂が広まっていた。1982年初めには、それは遅かれ早かれ早まったように見えた。ABCの経営陣はこの噂を否定したが、ピッツバーグのKDKAが行っていたように、昼は音楽、夕方と夜はトークを伴うフルサービスのAC形式に変更する計画であると述べた。WABCは同年2月から週に1回、深夜から2:00までの時間枠で将来のトーク番組をオーディションしていた。
1982年2月、同年5月にオールトーク形式に移行することを正式に認め、切り替えが行われる前に十分な通知があると述べた。その時点で、週に一度の夜通しのトーク番組のオーディションは終了し、WABCは切り替わるまで夜通し音楽を流し続けた。エアスタッフはあちこちでコメントを付けて別れを告げ始めた。最後に同年4月30日、オールトークへの切り替えは5月10日正午に行われると発表された。5月7日から9日まで、離任するエアスタッフたちは最後にもう一度別れを告げた。公式音楽形式は1982年5月9日22:45に終了した。その日、シアトルでのヤンキースの試合を放送した。翌2:00から5:30までは、ヤンキースの試合のため、通常の日曜夕方の広報番組を先取りして放送した。『ロス&ウィルソン』はいつもの4曲を演奏した。退職したスタッフには、ランディ、イングラム、マーク・ソマーズ（Marc Sommers）、ピーター・ブッシュ（Peter Bush）が含まれていた。マッツェイはWCBS-FMで同様の職に就き、25年以上在籍することになる。ソマーズもWCBS-FMに勤め、最終的にはランディとイングラムがそこに加わることになった。ドノヴァンとマイク・マッケイ（Mike McKay）はスタッフアナウンサー及びプロデューサーとして残った。マッケイは1984年に退社しRKOラジオ・ネットワークに移り、ドノヴァンは2015年に引退するまで留まった。
1982年5月10日月曜日、WABCが音楽の演奏を停止した日は、「The Day the Music Died（音楽が死んだ日）」と呼ばれることもある。WABCは、イングラムとランディがホストを務める9:00から正午までのお別れ番組をもって、音楽放送局としての22年間の運営に終止符を打った。形式変更前に最後に流れた曲はジョン・レノンの「イマジン」で、続いてお馴染みのWABCの「チャイムタイム（Chime Time）」ジングルが流れ、その後数秒間の沈黙があり、その後新しいトーク形式が始まる前にトークラジオ用の1分間のジングルが続いた。

### NewsTalkRadio 77時代（1982年〜現在）

#### 初期と成功

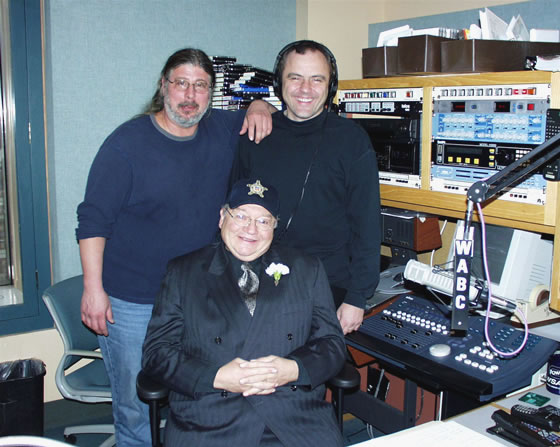
下院議員のゲイリー・アッカーマン（着座）とカーティス・スリワ（右）とロン・クビー（左）、2005年。

形式変更後の当初、ABC企業の「トーク・ラジオ（Talk Radio）」ネットワークから衛星放送トーク番組を放送していた。当初、WABCのラインナップは、10:00までロスとウィルソン、正午まで衛星放送のオーウェン・スパン（Owen Spann）、13:00までアート・アセンズとニュース（Art Athens and News）、14:00までマネー・マネージメント（Money Management）のトーク、16:00まで衛星放送のマイケル・ジャクソン（故ポップスターではなくトーク番組ホスト）、18:00まで衛星放送のドクター・トニ・グラント（Dr. Toni Grant）によるアドバイス番組を放送し、18:00に30分間のニュースで終わった。スポーツ・トーク（Sports Talk）は18:30に始まり、21:00まで続いた。ドクター・ジュディ（Doctor Judy）は自分の時間帯に残った。深夜帯はアラン・コルムズがホストを務め、最初は音楽を演奏したが、1983年半ばまでに演奏を止めた。当時、コルムズは政治に基づいたものではなく、エンターテインメントに基づいていた。週末には、児童心理学（Child Psychology）のアドバイス番組（ドクター・ローレンス・バルター（Dr. Lawrance Balter））、家庭と庭園（Home and Garden）の番組、宗教についてのトーク（『Religion on the Line（リリージョン・オン・ザ・ライン）』）、そしてもちろんヤンキースについての番組があった。
ロスとウィルソンはそのまま残り、1982年を通じて1時間に4曲（主に1960年代と1970年代のヒット曲だが、最新曲もいくつか）を演奏し続けた。1983年には音楽活動も中止した。ロスとウィルソンは、ロスがWHTZに移籍した1983年に別れた。音楽放送局としての最終的な聴取率は平凡だったが、当初のトーク聴取率はさらに低かった。ジェイ・クラークは解雇され、後任には当時のアシスタント番組ディレクターのマーク・メイソン（Mark Mason）が就任した。
それでも、新しい形式にこだわり続けた。1984年にブライアン・ウィルソンが去った後、アラン・コルムズは朝に移った。マーク・メイソンはオールニュースのWINSで同様のポストに就いた。後任にはジョン・マイネリ（John Mainelli）が就任し、その時点で衛星放送番組は廃止された。彼らはより多くのイシューズ・オリエンテッド・トーク番組を追加し、保守派トーク番組のホストが増えたが、コルムズやリン・サミュエルズ（Lynn Samuels）を含む数名のリベラル派も番組のホストを務めた。聴取率は伸び、1980年代後半までにはトーク放送局として大成功を収めた。
1984年から1996年まで、物議を醸した初期の「右翼」トークラジオのホストで人気のあったボブ・グラントを放送した。多くの人が扇動的とみなした発言を何年も続けた後、商務長官のロン・ブラウンの死に関する物議を醸したコメントにより1996年に解雇された。競合局であるWORで数年を過ごした後、グラントは2007年7月にホストとして復帰したが、2008年12月に再び降板され、2009年9月に週末ホストとして再び復帰した。アラン・コルムズは1985年に退社し、1987年までに一晩中WNBCに出演し、適度な量の音楽を演奏した。WNBCの午後の番組に移り、最終的にはそこでも音楽を流すことになった。1988年のWNBCの閉局でオンエアに出演していた。コルムズは最終的にWABCに復帰した。
刷新されたWABCは最初の数年のうちに、その後20年間地元局のアンカー番組を務め、トークシンジケートの巨人のすぐ後に、後に続く無数の保守派ラジオ番組のモデルとなったラッシュ・リンボーを迎え入れた。1990年代初頭、フィル・ボイスが番組ディレクターを引き継いだ。
1997年からは、公民権弁護士のロン・クビーとガーディアン・エンジェルスの創設者カーティス・スリワが共同で月曜日から金曜日の18:00から19:00までと土曜日の6:00から10:00までWABCラジオ番組のホストを務めた。
2001年9月8日土曜日、ジョン・バチェラー（John Batchelor）はUSS「コール（Cole）」攻撃に関する4時間の番組を放送し、オサマ・ビン・ラディンをおそらく実行犯であると特定した。9月12日、バチェラーはWABCで「ビンラディンが捕らえられるまで」放送するよう招待された。ビンラディンが逮捕された日、バチェラーとエグゼクティブ・プロデューサーはクラクフ（Cracow）にいた。彼らは放送を続け、2006年に一時休止されたが、それ以来ずっと放送され続け、国家及び国際安全保障を取り上げている。
2004年、現在の形式になって22年を迎え、トップ40放送局であった期間よりもさらに長くニュース/トークラジオ局としての地位を確立した。

#### シタデルとキュミュラスの下で

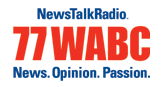
2011年以前の「77 WABC」のロゴ

2006年2月6日、ウォルト・ディズニー・カンパニーは、ABCラジオのニュース&トーク及びFMネットワークと共に、ラジオ・ディズニーやESPNラジオと提携していないWABC及びその他のラジオ資産を27億ドルでシタデル・ブロードキャスティングに売却すると発表した。この取引は2007年6月12日に最終的に完了した。シタデルは、2011年9月16日にキュミュラス・メディア（Cumulus Media）と合併した。
2007年12月、ドン・アイマスは、WFANで19年間務めた自身の番組『アイマス・イン・ザ・モーニング』をWABCに移した。アイマスはラトガース大学女子バスケットボールチームに関する物議を醸す発言により、同年4月にWFANから解雇された。コネル・マクシェーン（2011年5月5日にチャールズ・マッコードが引退した後、後任）はこの番組のサイドキック兼ニュースキャスターを務め、フォックス・ビジネス・ネットワークでも同時放送された。アイマスの番組は2018年3月29日に最終回を迎えた。
2010年2月、週末番組としてラビ・シュムリー・ボティーチと『The Shmuley Show（ザ・シュムリー・ショー）』を追加した。
ジェラルド・リベラは、ジョー・クラミー（Joe Crummey）の後任として、2012年1月3日から10:00から正午までの枠のホストとなった。2019年に後任はFOXニュースラジオのブライアン・キルミードとなった。
2013年1月1日、WABCの交通情報は、クリア・チャンネル（Clear Channel）のTotal Trafficからラジエート・メディア（Radiate Media）のRight Now Trafficに切り替わった。
リンボーとハニティーは2013年末に退社した。リンボーのスポットを埋めるために、『Curtis and Kuby（カーティス・アンド・クビー）』を復活させた。カーティス・スリワはWABCを退社して以来、WNYMの朝の番組のホストを務めており、ロン・クビーはエア・アメリカ・ラジオでの番組が打ち切られて以来、主に様々なニュース番組のコメンテーターを務めていた。クビーは2017年にレイオフされた後、スリワはリタ・コスビーとペアとなり、その後に現在の共同ホストのジュリエット・ハディが続くことになる。

### レッド・アップル・メディアによる買収

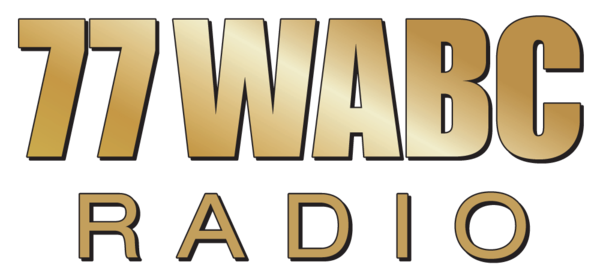
2020年以前の「77 WABC」ロゴ

2019年6月27日、ジョン・カシマティディスが所有するレッド・アップル・メディア（Red Apple Media）は、現金1,250万ドルでキュミュラス・メディアからWABCを買収した。売却は2020年3月2日に終了した。同年7月1日、レッド・アップル・メディアはローカルマーケティング契約に基づいてロングアイランドのWLIR-FMを引き継ぎ、WABCの同時放送に転換した。既にWRCN-FMによって承認されているため、ブライアン・キルミードの番組はフランク・モラノ（Frank Morano）がホストを務めるローカル番組に置き換えられている。モラノは7月12日から日曜夜のWABCのメインラインナップにも追加され、10月には（『レッドアイ・ラジオの後任として）深夜帯の番組『The Other Side of Midnight（ジ・アザー・サイド・オブ・ミッドナイト）』のホストを開始した。

## 過去の番組
WABCは、ラッシュ・リンボーとショーン・ハニティーがホストを務める全国シンジケート番組の始まりの場所だったが、これらの番組は現在、ニューヨークにあるWABCのトークラジオのライバルであるWORで聴かれている。リンボーの番組は1988年から2000年代初頭までWABCで制作され、その後はプレミア・ラジオ・ネットワークスと南フロリダの自宅スタジオで番組を制作し始めた（それでも、WABCが番組を打ち切るまで、リンボーの代理ホストは依然としてWABCスタジオを使用しており、リンボーは時折WABCからホストを務めていた）。2007年から2018年までドン・アイマスによる『アイマス・イン・ザ・モーニング』の旗艦局としても機能した。アイマスのプロデューサーであるバーナード・マクガークは、アイマスの引退後、2022年10月に亡くなるまでWABCの朝の番組の共同ホストを務めた。
聴取率は高かったものの、総収入という点ではパフォーマンスが悪く、2008年のWABCの請求額は2,130万ドルで、ロサンゼルスの業界大手KFIの5,440万ドルには及ばなかった。
フィル・ボイスは2008年10月に番組ディレクターを辞任し、最終的に2009年2月に元XMサテライト・ラジオのプログラマー、ローリー・カンティージョ（Laurie Cantillo）が後任となった。カンティージョは2011年10月31日に辞任した。チャック・アームストロング（Chuck Armstrong）が、2011年11月に暫定番組ディレクターに任命された。クレイグ・シュワルブ（Craig Schwalb）が、2014年1月に番組ディレクターに任命された。

## 番組

### 平日
WABCパーソナリティのシド・ローゼンバーグ、ルディ・ジュリアーニ、リタ・コスビー、ドミニク・カーター、ボー・スナードリー、そして所有者のジョン・カシマティディスらを含む保守系トーク番組のラインナップを特集している。WABCではブライアン・キルミード、グレッグ・ケリー、カーティス・スリワ、ビル・オライリー、『マーク・レビン・ショー』も放送している。FOXニュースラジオの正時のニュース番組も聞ける。

### スポーツ番組
WABCは現在、スポーツ番組を放送していない。WABCと陸軍フットボール試合のためのアメリカ陸軍士官学校との最新のスポーツ契約は、2015年シーズンの終わりに期限切れとなった。前述のヤンキースの中継に加えて、ニューヨーク・ジェッツの旗艦局として2つの異なる任務を務め、1988年からはニュージャージー・デビルスの本拠地としても使用された。かつて、シートン・ホール大学の男子バスケットボールも担当していた。
トップ40の初期段階で、1962年の設立当初のニューヨーク・メッツのラジオの旗艦局としての役割を果たした。WABCのメッツ報道で注目すべき点は、ハワード・コーセルと元ブルックリン・ドジャースの投手ラルフ・ブランカが試合前後の番組を担当したことである。1963年シーズン終了後にWHNへの権利を失った。
ジェッツは1980年代に初めてWABCを本拠地としたが、10年間の終わりにWCBSに移籍した。チームは、それまでの7シーズンをWFANで過ごした後、2000年に戻った。当時の姉妹局だったWEPNがジェッツの旗艦局となった後、WABCは信号が強かったため、試合を放送電波で同時放送し始めた。WEPNが他の2局で全ての番組の同時放送を開始したため、この取り決めは2008年に終了した。
2001年12月、ヤンキースの放映権は21年ぶりにWCBSに剥奪された。WABCはまた、2005年にニューヨーク・レンジャースがWEPNに負けた代わりにニュージャージー州のホッケーチームがWFANに移籍したため、デビルズへのラジオ放送権を失った。2005年から2009年までレンジャースのオーバーフロー局として機能し、ニューヨーク・ニックスの試合がWFANからWEPNに移行した時にも同じ目的を果たしたが、それらの権利は2009年にWNYMに移行した。夜のスポーツ番組の喪失により、夜のトークラインナップを強化する試みを余儀なくされた。

### 音楽番組
WABCは2020年8月11日、オールディーズ音楽番組『Cousin Brucie's Saturday Night Rock & Roll Party（カズン・ブルーシーズ・サタデー・ナイト・ロックンロール・パーティー）』を同年9月5日からスタートし、オールトーク形式を廃止すると発表した。この毎週番組は、1950年代から1960年代の音楽に1970年代の要素を加えたもので、1961年から1974年までWABCのディスクジョッキーを務めた「Cousin Brucie（カズン・ブルーシー）」ことブルース・モローがホストを務める。
2020年10月下旬、テレビパーソナリティで歌手のトニー・オーランドがホストを務めるモローの番組の後に、ポップ/ジャズ/ソウルミュージックをさらに2時間追加すると発表した。
2020年12月に、日曜夜にアダルト・スタンダードを特集している追加の音楽ブロックが追加された。ジョー・ピスコポが『サンデーズ・ウィズ・シナトラ（Sundays with Sinatra）』のホストを務める。